# El patio de mi cárcel
Pour plus de détails, voir Fiche technique et Distribution.
El patio de mi cárcel (littéralement : La cour de ma prison) est un film espagnol réalisé en 2008 par Belén Macías.

## Fiche technique
- Titre original : El patio de mi cárcel
- Titre international : My Prison Yard
- Réalisation : Belén Macías
- Scénario : Belén Macías, Arantxa Cuesta, Elena Cánovas
- Photographie :
- Producteurs : Agustín Almodóvar, Simona Benzakein, Esther García
- Sociétés de production : El Deseo
- Société de distribution :
- Musique : Juan Pablo Compaired
- Langue : espagnol
- Pays :  Espagne
- Genre : film dramatique
- Lieux de tournage : Guadalajara et Madrid
- Durée : 1h 40
- Date de sortie :
  -  Espagne :
    - 22 septembre 2008 au Festival international du film de Saint-Sébastien
    - 26 septembre 2008 en salles

  -  France : 28 mars 2009 au Festival Mamers en Mars
  -  Hongrie : 1er février 2011 en première télévisée

## Distribution
- Candela Peña : Mar
- Verónica Echegui : Isa
- Ana Wagener : Dolores
- Violeta Pérez : Rosa
- Patricia Reyes Spíndola : Aurora
- Blanca Portillo : Adela
- Natalia Mateo : Ajo
- Maria Pau Pigem : Maika
- Tatiana Astengo : Luisa
- Ledicia Sola : Pilar
- Pepa Aniorte : Francisca
- Ángel Baena : Ramón
- Verónica Barberis : Presa
- Blanca Apilánez : Cristina
- Raúl Arévalo